# دوري كرة القدم الأمريكية 1968
دوري كرة القدم الأمريكية 1968 هو موسم من دوري كرة القدم الأمريكية ‏. فاز فيه Washington Darts ‏.